# Esteban Enderica
Esteban José Enderica Salgado, född 30 oktober 1990, är en ecuadoriansk simmare.
Enderica tävlade för Ecuador vid olympiska sommarspelen 2012 i London, där han blev utslagen i försöksheatet på 400 meter medley. Vid olympiska sommarspelen 2016 i Rio de Janeiro blev Enderica utslagen i försöksheatet på 1 500 meter frisim.